# Сант'Антонио Казалини (Потенца)
Сант'Антонио Казалини (итал. Sant'Antonio Casalini) је насеље у Италији у округу Потенца, региону Базиликата.
Према процени из 2011. у насељу је живело 28 становника. Насеље се налази на надморској висини од 692 м.